# Anne Heche
Anne Heche (Aurora, 25 de maio de 1969 – Los Angeles, 11 de agosto de 2022) foi uma atriz e diretora norte-americana. Além de seus papéis no cinema, Heche estrelou a série de televisão de drama e comédia Men in Trees (2006–08), Hung (2009–11), Save Me (2013), Aftermath (2016) e a série de televisão de drama militar The Brave ( 2017).

## Primeiros anos
Anne Celeste Heche nasceu em 25 de maio de 1969, em Aurora, Ohio, sendo a caçula dos cinco filhos de Nancy Heche (nascida Prickett) e Donald Joseph Heche. Sua família mudou-se onze vezes durante sua infância, tendo vivido em uma comunidade Amish em determinado período. Quando perguntada em uma entrevista de 2001 no Larry King Live qual era a fonte de renda de seu pai, Heche respondeu: "Ele era diretor de um coral. Mas eu não acho que ele ganhou muito com isso por semana. Ele disse que estava envolvido em um negócio de gás e petróleo, e disse isso até o dia em que morreu, mas nunca esteve envolvido no negócio de gás e petróleo". A família se estabeleceu em Ocean City, Nova Jersey, quando Heche tinha doze anos. Devido às finanças tensas da família, Anne foi trabalhar em um teatro com jantar em Swainton. "Na época em que fomos expulsos de nossa casa, minha família estava escondida em um quarto na casa de uma família generosa de nossa igreja", disse ela. "Eu recebia 100 dólares por semana, o que era mais do que qualquer outra pessoa da minha família. Todos nós juntamos nosso dinheiro em um envelope em uma gaveta e economizamos o suficiente para nos mudarmos depois de um ano".
Em 3 de março de 1983, quando Heche tinha 13 anos, seu pai de 45 anos morreu de AIDS. Heche disse no Larry King Live: "Ele estava em completa negação até o dia em que morreu. Sabemos que ele adquiriu de seus relacionamentos gays. Absolutamente. Eu não acho que foi apenas um. Ele era um homem muito promíscuo, e conhecíamos seu estilo de vida na época". Ele nunca se assumiu homossexual. Heche alegou que ele a estuprou repetidamente desde que ela era criança até os 12 anos, causando herpes genital. Quando perguntada "Mas por que um homem gay estupraria uma garota?" em uma entrevista de 2001 ao The Advocate, Heche respondeu: "Eu não acho que ele era apenas um homem gay. Acho que ele era sexualmente desviante. Minha crença era que meu pai era gay e ele teve que encobrir isso. Acho que ele era sexualmente abusivo. Quanto mais ele não podia ser quem ele era, mais isso saía dele das maneiras que ele fez". Em uma entrevista de 1998, ela refletiu que o fato de seu pai estar no armário acabou "destruindo sua felicidade e nossa família. Mas isso me ensinou a dizer a verdade. Nada mais vale nada".
Três meses após a morte de seu pai, o irmão de 18 anos de Heche, Nathan, morreu em um acidente de carro. A investigação oficial afirmou que ele adormeceu ao volante e atingiu uma árvore, embora Heche afirme que foi suicídio. O restante da família de Heche posteriormente mudou-se para Chicago, onde Heche frequentou a progressiva Francis W. Parker School. Em 1985, quando Heche tinha 16 anos, um agente a viu em uma peça da escola e garantiu-lhe uma audição para a novela diurna As the World Turns. Heche voou para Nova York, fez um teste e recebeu uma oferta de emprego, mas sua mãe insistiu que ela terminasse o ensino médio primeiro. Pouco antes de sua formatura do ensino médio em 1987, Heche recebeu um papel duplo na novela diurna Another World. "Mais uma vez me disseram que eu não poderia ir. Minha mãe era muito religiosa e talvez ela pensasse que era um mundo de pecadores", afirmou Heche. "Mas eu peguei o telefone e disse: 'Envie-me a passagem. Estou entrando no avião.' Eu estava tipo, 'Tchau!' Eu vivi com minha mãe em um nojento apartamento de um quarto e estava farta".

## Carreira

### Década de 1990
Em 1996, Heche conseguiu seu primeiro papel substancial como uma estudante universitária contemplando um aborto em um segmento do filme antologia feito para a HBO If These Walls Could Talk, co-estrelado por Cher e Demi Moore. Também no mesmo ano, ela apareceu ao lado de Catherine Keener interpretando melhores amigas de infância no filme independente Walking and Talking. O filme de lançamento limitado recebeu críticas favoráveis dos críticos e é o número 47 na lista "Top 50 Cult Films of All-Time" da Entertainment Weekly. Heche ganhou uma nota positiva da crítica de cinema Alison Macor do Austin Chronicle, que escreveu em sua crítica que ela "está destinada a papéis maiores no cinema". Ela interpretou a esposa do agente secreto do FBI e personagem principal interpretado por Johnny Depp no drama criminal de 1997, Donnie Brasco. O filme arrecadou 124,9 milhões de dólares em todo o mundo, e a crítica Janet Maslin do The New York Times escreveu: "[Heche] faz bem com o que poderia ter sido o papel ingrato".

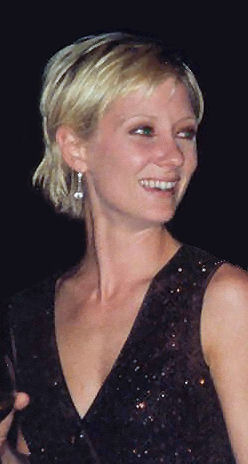
Heche no Primetime Emmy Awards em 1997

Ela interpretou o papel menor de uma solitária da zona rural no thriller de terror I Know What You Did Last Summer, estrelado por Jennifer Love Hewitt, Sarah Michelle Gellar, Ryan Phillippe e Freddie Prinze Jr. Heche foi considerada um "destaque" por alguns críticos, como Variety. Ela conseguiu o papel de um conselheiro presidencial ao lado de Robert De Niro e Dustin Hoffman na sátira política Wag the Dog, um papel que foi originalmente escrito para um homem. Orçado em 15 milhões de dólares, o filme arrecadou 64 milhões de dólares.
O primeiro papel de protagonista de Heche veio na aventura romântica de 1998 Six Days, Seven Nights, onde ela apareceu ao lado de Harrison Ford, interpretando um jornalista de Nova York que acaba com um piloto (Ford) em uma ilha deserta após um pouso forçado. Ela foi escalada para o filme um dia antes de seu relacionamento homossexual com Ellen DeGeneres se tornar público. Embora Heche tenha sido escalada para um segundo papel principal logo depois como o interesse amoroso de Vince Vaughn no drama Return to Paradise (1998), ela sentiu que seu relacionamento com DeGeneres destruiu suas perspectivas como protagonista. De acordo com Heche, "as pessoas diziam: 'Você não está conseguindo um emprego porque é gay'". Ela comentou: "Como isso poderia destruir minha carreira? Eu ainda não consigo entender isso." Six Days, Seven Nights recebeu críticas mistas, mas arrecadou 74,3 milhões de dólares na América do Norte e 164,8 milhões de dólares em todo o mundo. Em sua aparição no thriller dramático Return to Paradise, um escritor do The New York Times comentou, "como a formidável Beth Eastern da Sra. Heche faz o possível para manipular os outros personagens a favor da [personagem da co-estrela Joaquin Phoenix], Return to Paradise assume o peso abstrato de um debate ético em vez de do que a urgência visceral de um thriller".
Heche estrelou Psicose (1998), de Gus Van Sant, um remake do filme de 1960 dirigido por Alfred Hitchcock. Na versão atualizada, ela assumiu o papel originalmente interpretado por Janet Leigh, Marion Crane, uma fraudadora que chega a um antigo motel administrado pelo serial killer Norman Bates (interpretado por Vince Vaughn em sua segunda colaboração). Psicose recebeu críticas negativas e, apesar de um orçamento de 60 milhões de dólares, arrecadou 37,1 milhões de dólares em todo o mundo. Em uma crítica negativa do filme, Janet Maslin, do The New York Times, sentiu que Heche foi "refrescantemente escalada para o papel de Marion", enquanto observava que sua interpretação era "quase tão recatada quanto a de Leigh, mas ela também é mais obstinada e sedutora". Seus filmes de 1998 permaneceram os únicos filmes lançados nos cinemas nos quais ela teve um papel principal.

## Vida pessoal
O relacionamento de Heche com Ellen DeGeneres e os eventos que se seguiram ao seu término tornaram-se assuntos de amplo interesse da mídia. O casal começou a namorar em 1997 e, a certa altura, disse que conseguiria uma união civil se tal se tornasse legal em Vermont. Elas se separaram em agosto de 2000. Heche afirmou que todos os seus outros relacionamentos românticos foram com homens.
Em 2000, Heche teria deixado DeGeneres por Coleman "Coley" Laffoon, um cinegrafista que ela conheceu no ano anterior na turnê de comédia stand-up de DeGeneres. Em 1 de setembro de 2001, ela e Laffoon se casaram. Eles tiveram um filho em março de 2002. Laffoon pediu o divórcio em 2 de fevereiro de 2007, após cinco anos e meio de casamento. O divórcio foi finalizado em 4 de março de 2009.
Heche supostamente deixou seu marido pela co-estrela de Men in Trees, James Tupper. Ela e Tupper tiveram um filho em março de 2009, seu segundo filho e o primeiro dele. Tupper e Heche se separaram em 2018.

## Morte
Em 5 de agosto de 2022, Heche se envolveu em uma sequência de duas batidas de carro no bairro de Mar Vista, em Los Angeles. Primeiro, o Mini Cooper que ela dirigia bateu em uma garagem em um condomínio de apartamentos, e segundo quando ela bateu em uma casa, o que resultou em um incêndio que a deixou gravemente queimada. Imagens de vídeo gravadas momentos antes da batida final mostra o veículo de Heche em uma rua do bairro em alta velocidade, seguido, alguns segundos depois, pelo som de uma batida.
Foram necessários 59 bombeiros para lidar com a colisão do veículo e o incêndio da casa, e levou 65 minutos para extinguir completamente o fogo e resgatar Heche do veículo. A casa ficou estruturalmente comprometida e inabitável. A inquilina da casa sofreu ferimentos leves, mas seu advogado disse que ela e seus animais de estimação "quase perderam a vida", e que ela perdera todos os seus bens pessoais no incêndio.
Autoridades policiais disseram que Heche parecia "estar sob influência de substâncias e agindo de forma errática" no momento das batidas. O Departamento de Polícia de Los Angeles disse que uma análise de sangue preliminar confirmou a presença de narcóticos no sistema de Heche, embora testes toxicológicos mais abrangentes, que podem levar semanas para identificar drogas específicas, sejam necessários.
Heche foi removida do local do acidente em uma maca e transportada para um hospital. Ela foi filmada sentada na maca e lutando com os paramédicos enquanto estava sendo colocada na ambulância, no entanto, perdeu a consciência logo depois. Em 8 de agosto, um representante de Heche relatou que a atriz estava em coma, em estado crítico, respirando com ajuda de ventilação mecânica devido a uma lesão pulmonar.
Em 11 de agosto, o representante disse que não se esperava que Heche sobrevivesse, devido a uma lesão cerebral anóxica, e que ela estava sendo mantida em suporte à vida para determinar se seus órgãos estavam viáveis para doação, em acordo com seu desejo de ser doadora de órgãos. Poucas horas depois foi declarada sua morte cerebral mas a atriz foi mantida em suporte para avaliar a viabilidade de doação de seus órgãos e localizar receptores. Tendo sido declarada a "morte cerebral", Heche foi considerada legalmente morta sob a lei da Califórnia. Em 14 de agosto foi anunciado que os receptores de órgãos haviam sido localizados, e que o corpo da atriz passaria pelos procedimentos de doação de órgãos naquela tarde. Naquela noite, seu assessor anunciou que ela havia sido "pacificamente retirada do suporte à vida". Ela morreu aos 53 anos, devido aos seus ferimentos. Por sua doação de órgãos, a equipe do hospital realizou uma caminhada de honra para Heche.

## Filmografia
| Ano  | Filme                           | Papel                | Notas            |
| ---- | ------------------------------- | -------------------- | ---------------- |
| 1993 | An Ambush of Ghosts             | Denise               |                  |
| 1993 | The Adventures of Huck Finn     | Mary Jane Wilks      |                  |
| 1994 | I'll Do Anything                | Claire               |                  |
| 1994 | Milk Money                      | Betty                |                  |
| 1994 | A Simple Twist of Fate          | Tanny's Playmate     |                  |
| 1996 | The Juror                       | Juliet               |                  |
| 1996 | Wild Side                       | Alex Lee/Johanna     |                  |
| 1996 | Pie in the Sky                  | Amy                  |                  |
| 1996 | Walking and Talking             | Laura                |                  |
| 1997 | Donnie Brasco                   | Maggie Pistone       |                  |
| 1997 | Volcano                         | Dr. Amy Barnes       |                  |
| 1997 | I Know What You Did Last Summer | Melissa 'Missy' Egan |                  |
| 1997 | Wag the Dog                     | Winifred Ames        |                  |
| 1998 | Psycho                          | Marion Crane         |                  |
| 1998 | Return to Paradise              | Beth Eastern         |                  |
| 1998 | Six Days Seven Nights           | Robin Monroe         |                  |
| 1999 | The Third Miracle               | Roxane               |                  |
| 2000 | Auggie Rose                     | Lucy                 | Beyond Suspicion |
| 2001 | Prozac Nation                   | Dr. Sterling         |                  |
| 2002 | John Q                          | Rebecca Payne        |                  |
| 2004 | Birth                           | Clara                |                  |
| 2005 | Sexual Life                     | Gwen                 |                  |
| 2007 | What Love Is                    | Laura                |                  |
| 2007 | Suffering Man's Charity         | Helen                |                  |
| 2007 | Superman: Doomsday              | Lois Lane            | voz              |
| 2008 | Toxic Skies                     | Dr. Tess Martin      |                  |
| 2009 | Spread                          | Samantha             |                  |
| 2010 | The Other Guys                  | Pamela Boardman      | não-creditada    |
| 2011 | Rampart                         | Catherine            |                  |
| 2011 | Girl Fight                      | Melissa              | [ 62 ]           |
| 2015 | Wild Card                       | Roxy                 |                  |

### Televisão
| Ano       | Título                                    | Papel                                      | Notas               |
| --------- | ----------------------------------------- | ------------------------------------------ | ------------------- |
| 1987–1991 | Another World                             | Victoria 'Vicky' Hudson/Marley Love Hudson |                     |
| 1992      | O Pioneers!                               | Marie                                      |                     |
| 1993      | The Young Indiana Jones Chronicles        | Kate                                       | 1 episódio          |
| 1994      | The Investigator                          | Lucinda                                    |                     |
| 1994      | Girls in Prison                           | Jennifer                                   |                     |
| 1994      | Against the Wall                          | Sharon                                     |                     |
| 1995      | Kingfish: A Story of Huey P. Long         | Aileen Dumont                              |                     |
| 1996      | If These Walls Could Talk                 | Christine Cullen                           | "1996"              |
| 1996      | Subwaystories: Tales from the Underground | Pregnant Girl                              | "Manhattan Miracle" |
| 1997–1998 | Ellen                                     | Karen                                      | 2 episódios         |
| 2000      | One Kill                                  | Captain Mary Jane O'Malley                 |                     |
| 2001      | Ally McBeal                               | Melanie West                               | 7 episódios         |
| 2004      | The Dead Will Tell                        | Emily Parker                               |                     |
| 2004      | Gracie's Choice                           | Rowena Lawson                              |                     |
| 2004–2005 | Everwood                                  | Amanda Hayes                               | 10 episódios        |
| 2005      | True                                      |                                            |                     |
| 2005      | Nip/Tuck                                  | Nicole Morretti                            | 3 episódios         |
| 2005      | Silver Bells                              | Catherine O'Mara                           |                     |
| 2005–2006 | Higglytown Heroes                         | Gloria the Waitress                        | 3 episódios         |
| 2006      | Fatal Desire                              | Tanya Sullivan                             |                     |
| 2007      | Masters of Science Fiction                | Martha Van Vogel                           | 1 episódio          |
| 2006–2008 | Men in Trees                              | Marin Frist                                | 36 episódios        |
| 2009–2010 | Hung                                      | Jessica Haxon                              | 18 episódios        |
| 2011      | Cedar Rapids                              | Joan Ostrowski-Fox                         |                     |
| 2014      | The Legend of Korra                       | Suyin Beifong                              | 7 episódios         |
| 2014      | One Christmas Eve                         | Nell Blackemore                            | filme Hallmark      |

### Direção
| Ano  | Filme                                         | Notas                   |
| ---- | --------------------------------------------- | ----------------------- |
| 2000 | If These Walls Could Talk 2                   | segment "2000           |
| 2001 | Ellen De Generes: American Summer Documentary |                         |
| 2001 | On the Edge                                   | segment Reaching Normal |